# Dan Runzler
Dan Joseph Runzler, né le 30 mars 1985 à Santa Monica (Californie) aux États-Unis, est un lanceur gaucher de baseball évoluant depuis 2009 en Ligue majeure avec les Giants de San Francisco. 

## Carrière
Après des études secondaires à la Chaminade Prep High School de West Hills (Californie), Dan Runzler suit des études supérieures à l'Université de Californie à Riverside, où il porte les couleurs des Riverside Highlanders de 2005 à 2007.  
Il est drafté dès juin 2006 par les Mariners de Seattle, mais repousse l'offre pour rejoindre les rangs professionnels à l'issue de la draft du 7 juin 2007 au cours de laquelle il est sélectionné par les Giants de San Francisco au neuvième tour. Il perçoit un bonus de 67 500 dollars à la signature de son premier contrat professionnel le 18 juin 2007. 
Runzler passe trois saisons en Ligues mineures avant d'être appelé en Ligue majeure à la fin la saison 2009 lorsque les équipes peuvent augmenter leurs effectifs à 40 joueurs. Il apparaît dans un premier match le 4 septembre.
Il effectue onze sorties en fin de saison 2009 pour les Giants, toutes comme lanceur de relève, n'accordant qu'un seul point en huit manches et deux tiers lancées pour une moyenne de points mérités de 1,04. Il enregistre onze retraits sur des prises. Il n'est crédité d'aucune décision (victoire ou défaite) durant cette période.
Runzler joue pour les Giants jusqu'en 2012 et partage le championnat de la Série mondiale 2010 et de la Série mondiale 2012 avec San Francisco, bien qu'il n'apparaisse dans aucun match éliminatoire. Après une année 2013 et une demi-saison 2014 passée en ligues mineures avec le club-école de Fresno, il quitte en juillet 2014 pour le Japon afin de rejoindre les Orix Buffaloes. Il compte 4 victoires, deux défaites, 78 retraits sur des prises et une moyenne de points mérités de 3,86 en 72 manches lancées pour San Francisco en 4 saisons, au cours desquelles il a effectué un départ et 88 présences en relève pour les Giants.

## Statistiques
| Saison | Équipe        | G  | GS | CG | SHO | V | D | SV | IP   | SO | ERA  |
| ------ | ------------- | -- | -- | -- | --- | - | - | -- | ---- | -- | ---- |
| 2009   | San Francisco | 11 | 0  | 0  | 0   | 0 | 0 | 0  | 8.2  | 11 | 1,04 |
| 2010   | San Francisco | 41 | 0  | 0  | 0   | 3 | 0 | 0  | 32.2 | 37 | 3,03 |
| 2011   | San Francisco | 31 | 1  | 0  | 0   | 1 | 2 | 0  | 27.1 | 25 | 6,26 |
| 2012   | San Francisco | 6  | 0  | 0  | 0   | 0 | 0 | 0  | 3.2  | 5  | 0,00 |
| Totaux | Totaux        | 89 | 1  | 0  | 0   | 4 | 2 | 0  | 72.1 | 78 | 3,86 |

Note : G = Matches joués ; GS = Matches comme lanceur partant ; CG = Matches complets ; SHO = Blanchissages ; 
V = Victoires ; D = Défaites ; SV = Sauvetages ; IP = Manches lancées ; SO = Retraits sur des prises ; ERA = Moyenne de points mérités.